# Drosophila tschirnhausi
Drosophila tschirnhausi är en tvåvingeart som beskrevs av Gerhard Bächli och Vilela 2002. Drosophila tschirnhausi ingår i släktet Drosophila och familjen daggflugor.
Artens utbredningsområde är Venezuela.